# 荷李活道

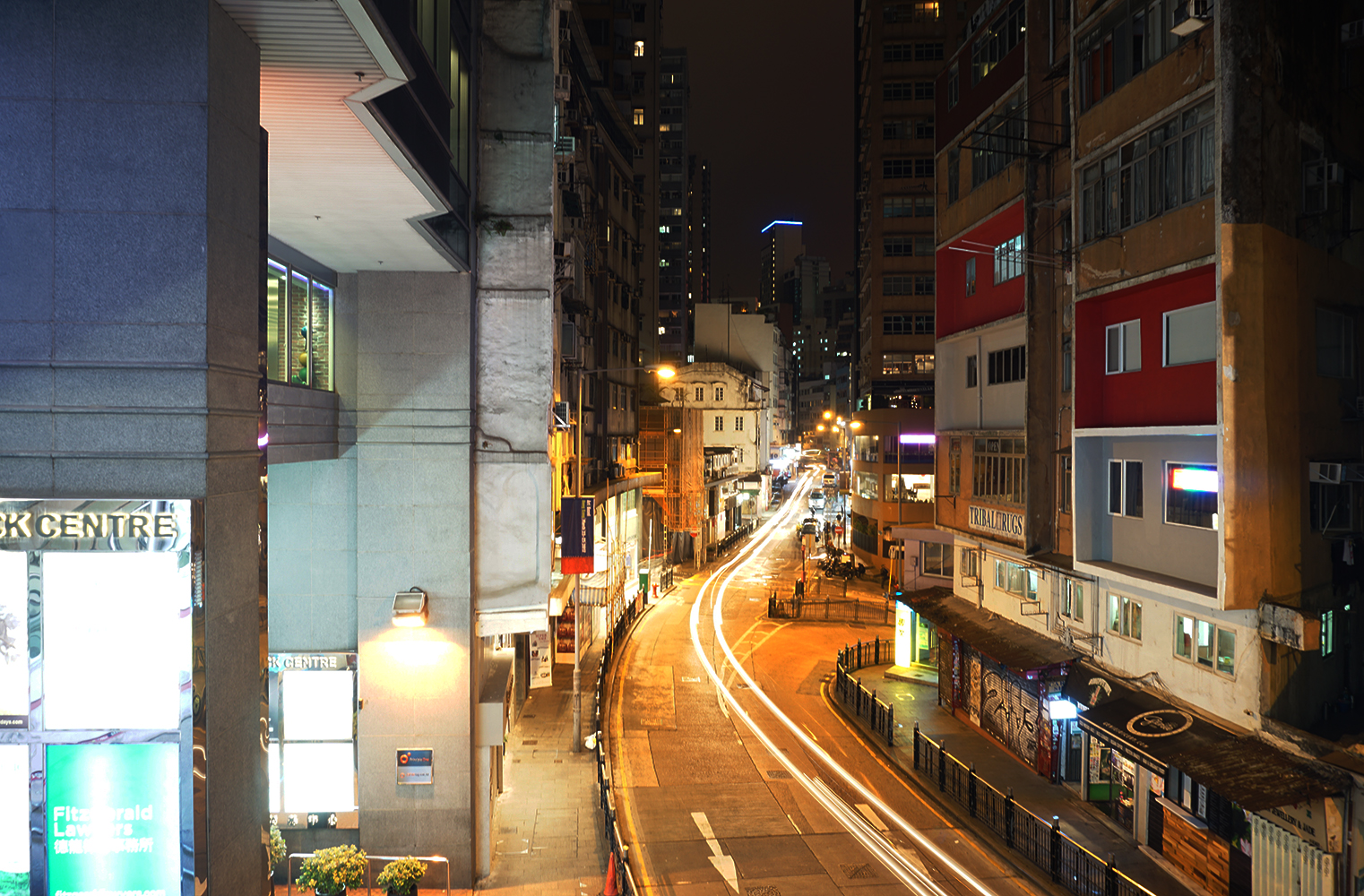
荷李活道夜景

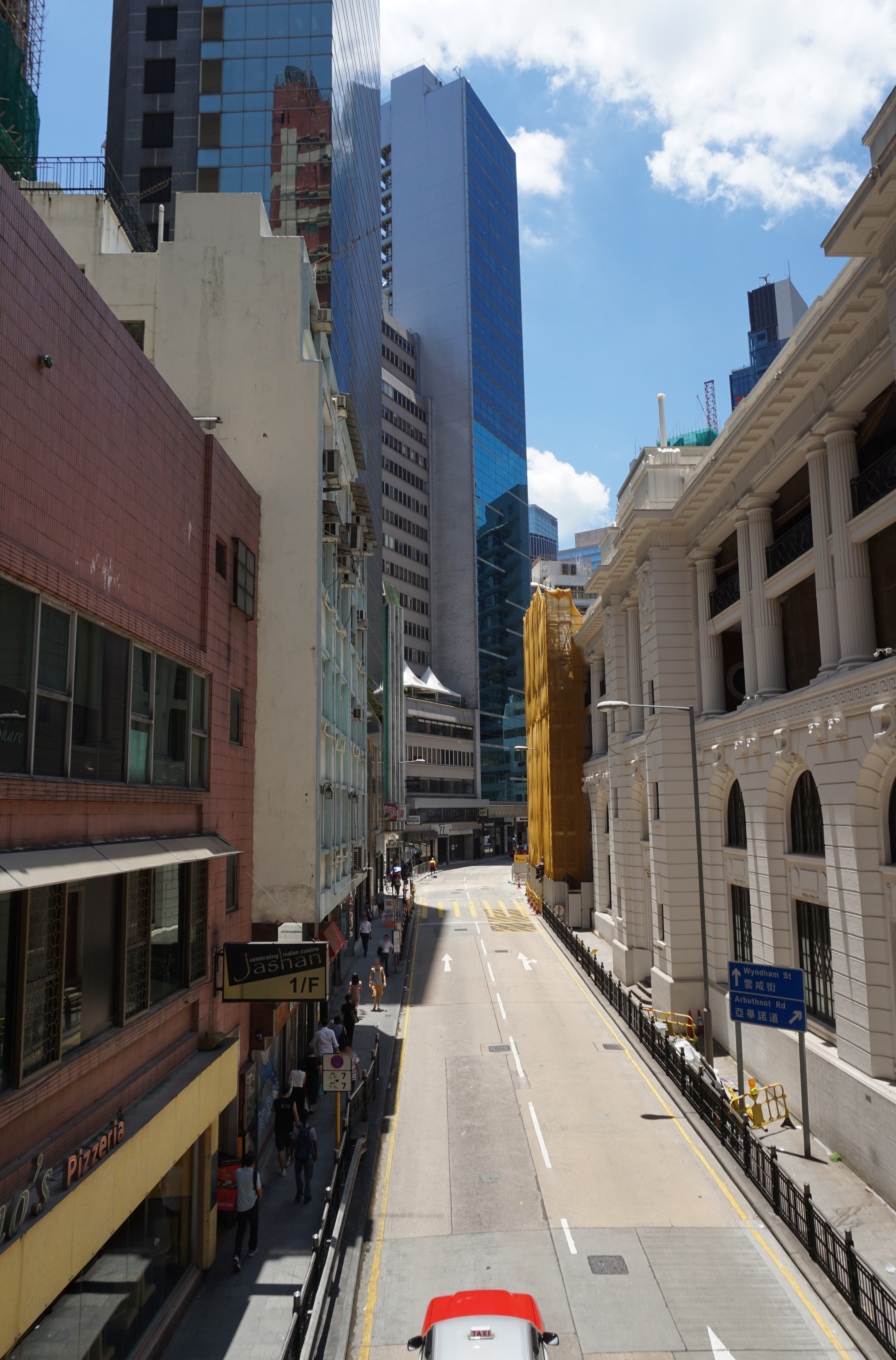
荷李活道東端

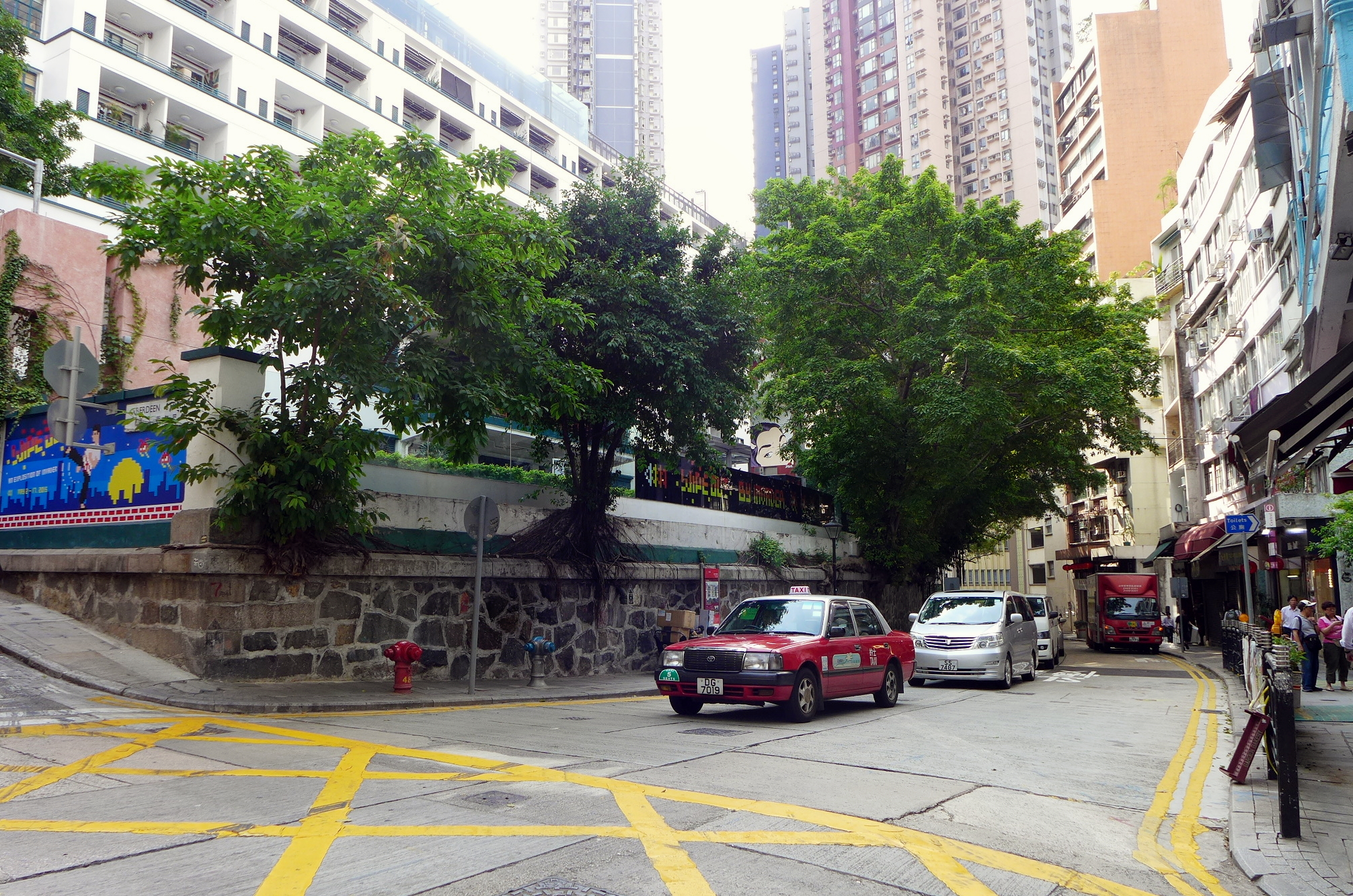
著名的荷李活道石牆樹

荷李活道（英語：Hollywood Road），有時亦作荷里活道，位於香港島中西區中環及上環，是香港開埠後第一條完成興建的街道，連接中環與水坑口。荷李活道的名字據說來自早年附近一帶的冬青樹（英語：holly）樹木，與美國電影業重鎮加利福尼亞州的荷里活（港澳譯為「荷里活」）無關。

## 歷史
荷李活道是香港開埠後的首條街道，早在1841年英國人登陸香港島時便開始興建太平山一段，早年港島尚未填海时仍接近海邊，經過百多年來不斷填海，荷李活道現已遠離海傍甚遠。

### 命名

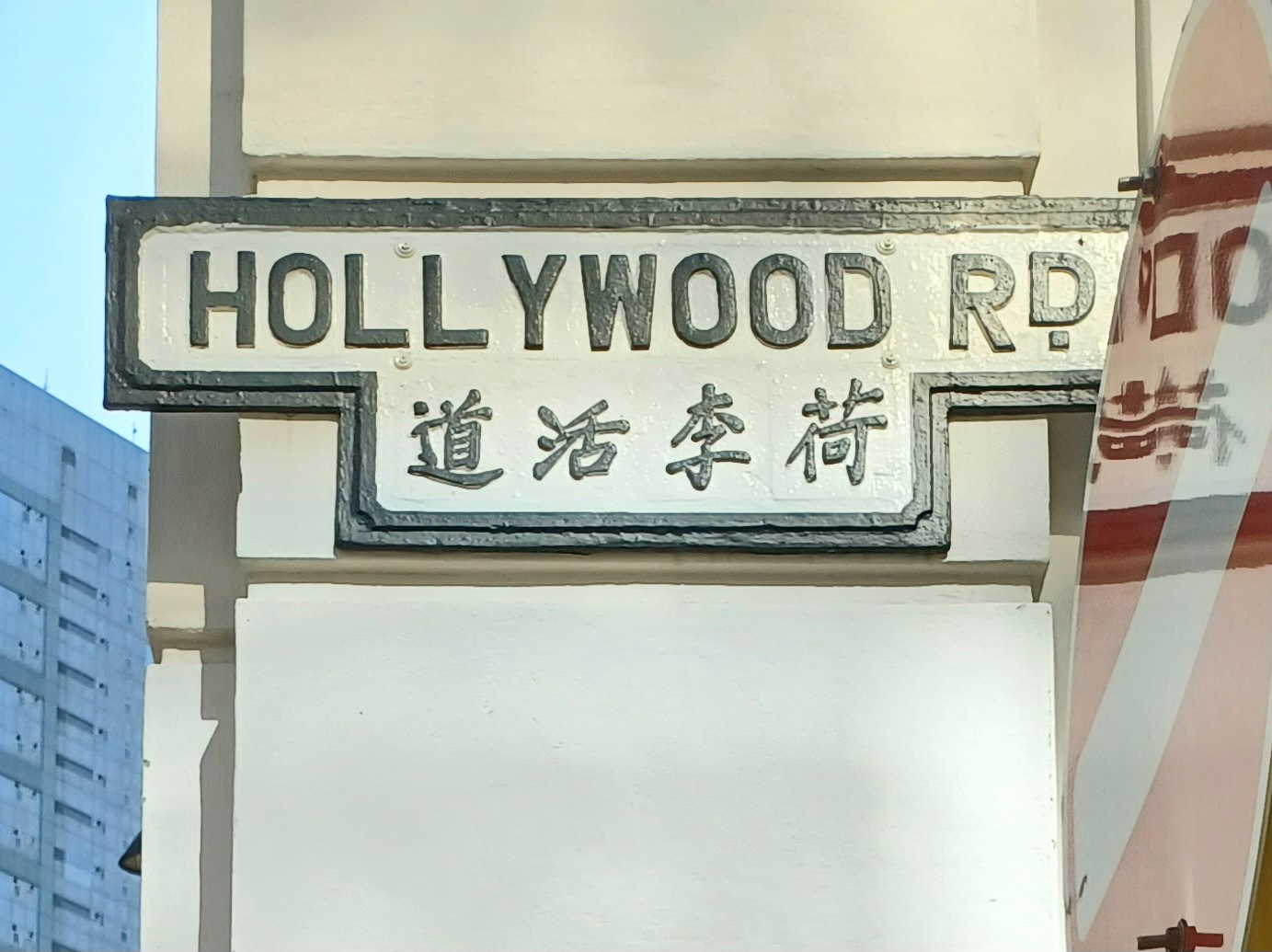
荷李活道凹角T型街牌

荷李活道據信得名自早年附近一帶冬青樹（holly）成林（woods），因此名為，中文音譯為荷李活道。荷李活道得名之時，美國加州的荷里活尚未發展成電影業中心，後者於1910年代才成名。
近年研究推斷，荷李活道可能有另外一個出處，是謂以第二任港督戴維斯（John Francis Davis，又譯「爹核士」）的家鄉小鎮定名的說法：戴維斯出生於英國告羅士打郡布里斯托區（Bristol）的荷李活鎮（Hollywood），他是該鎮的第一位男爵，也是他退休後晚年定居的地方。這個小鎮從未受到注目，當年他以家鄉小鎮命名香港第二條大道的做法也顯得十分低調，在政府記錄和通訊中從沒有說明為何用上一名，連英國街道歷史研究書籍都沒有記載。由於戴維斯在位時並不受歡迎（詳見其條目），學者估計戴維斯的用意是避免不必要的政治抵觸，沒有直接以本人名字命名街道，故特意以「荷李活道」定名，實則暗指戴維斯他本人，假如推斷屬實，便是港督在任期內給自己留名的首例（紀念首任港督砵甸乍的砵甸乍街待至1858年、第四任港督寶寧任內命名）。

### 演變
自開埠早期起荷李活道已經是華人聚居地，香港前行政長官曾蔭權幼年時便曾在荷李活道居住。
在荷李活道與樓梯街交界的文武廟，早在香港開埠前已落成，二十世紀初乃香港平民處理經濟糾紛的地方，並有不少華人參拜。在荷李活道中環部分的舊中區警署（現大館），早在1864年落成，1919年進行過擴建，今日亦被列為香港法定古蹟。
今日荷李活道亦是著名的旅遊地點，街道兩旁聚集眾多古玩店和藝廊，很多遊客慕名前來購買古董，其中有不少是珍貴文物，貨品來源備受爭議，所以香港政府對外推廣旅遊時極少提及荷李活道的古董買賣。街道上另一地標舊式糧油店「振隆白米」現已結業。

## 特色

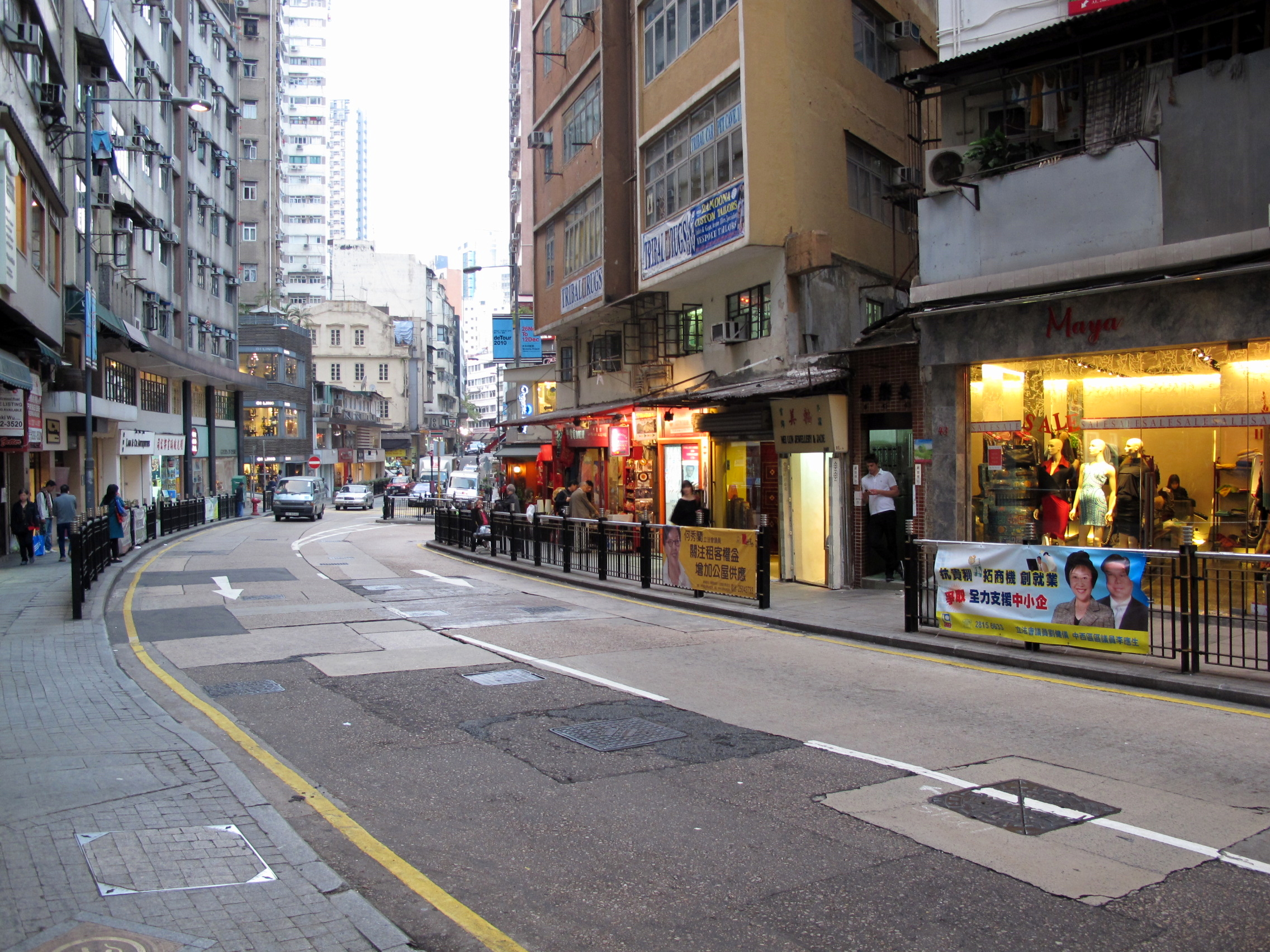
荷李活道一帶的商店

今日的荷李活道，深具香港中西文化合璧的特色。2024年，荷李活道被英國雜誌《Time Out》評選為年度「全球最型格街道」第二名，僅次於澳大利亞墨爾本的高街。
荷李活道靠近中環一段以南一帶稱為蘇豪區（官方名稱爲荷南美食區），取自英文或除了取源於倫敦蘇豪區外，也來自，意即「荷李活道以南」。今天的蘇豪區有不少外國特色的餐廳和酒吧，尤其吸引居港外藉人士或遊客光顧。
荷李活道東端連接著蘭桂坊，而舊中區警署（前香港警察總部，現大館）亦位於此街上。在舊中區警署側中央廣場的夜店Dragon-i，曾吸引多位足球明星訪港時到此消遣。而全球最長的戶外有蓋行人扶手電梯、連接中環與半山區的中環至半山自動扶梯系統，亦途經荷李活道。
近樓梯街一段是著名廟宇文武廟的所在地。附近的摩羅街，則是著名的古董和懷舊物品集中地。

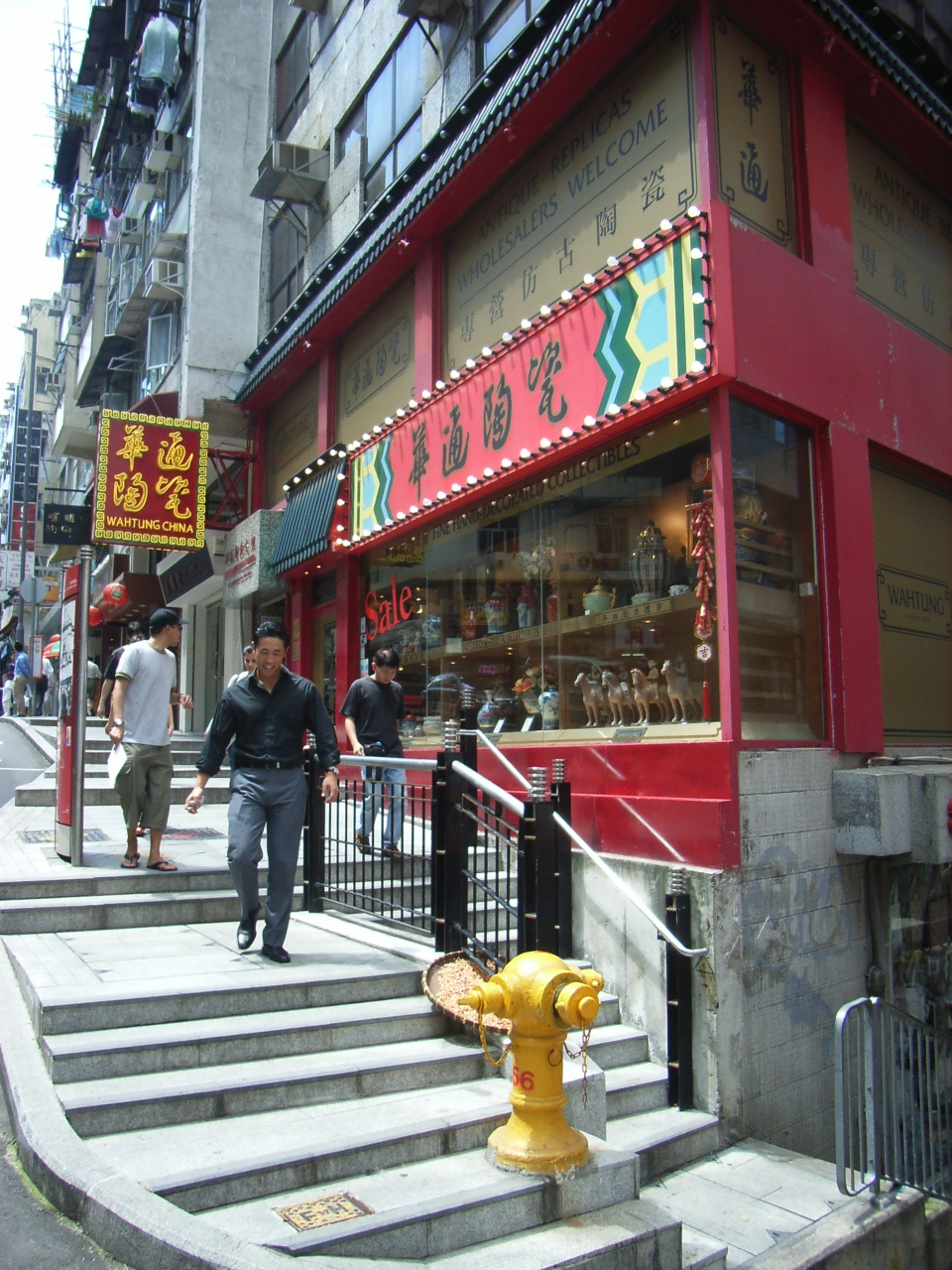
荷李活道65號前身是道濟堂，國父孫文在港習醫時到此基督教聚會
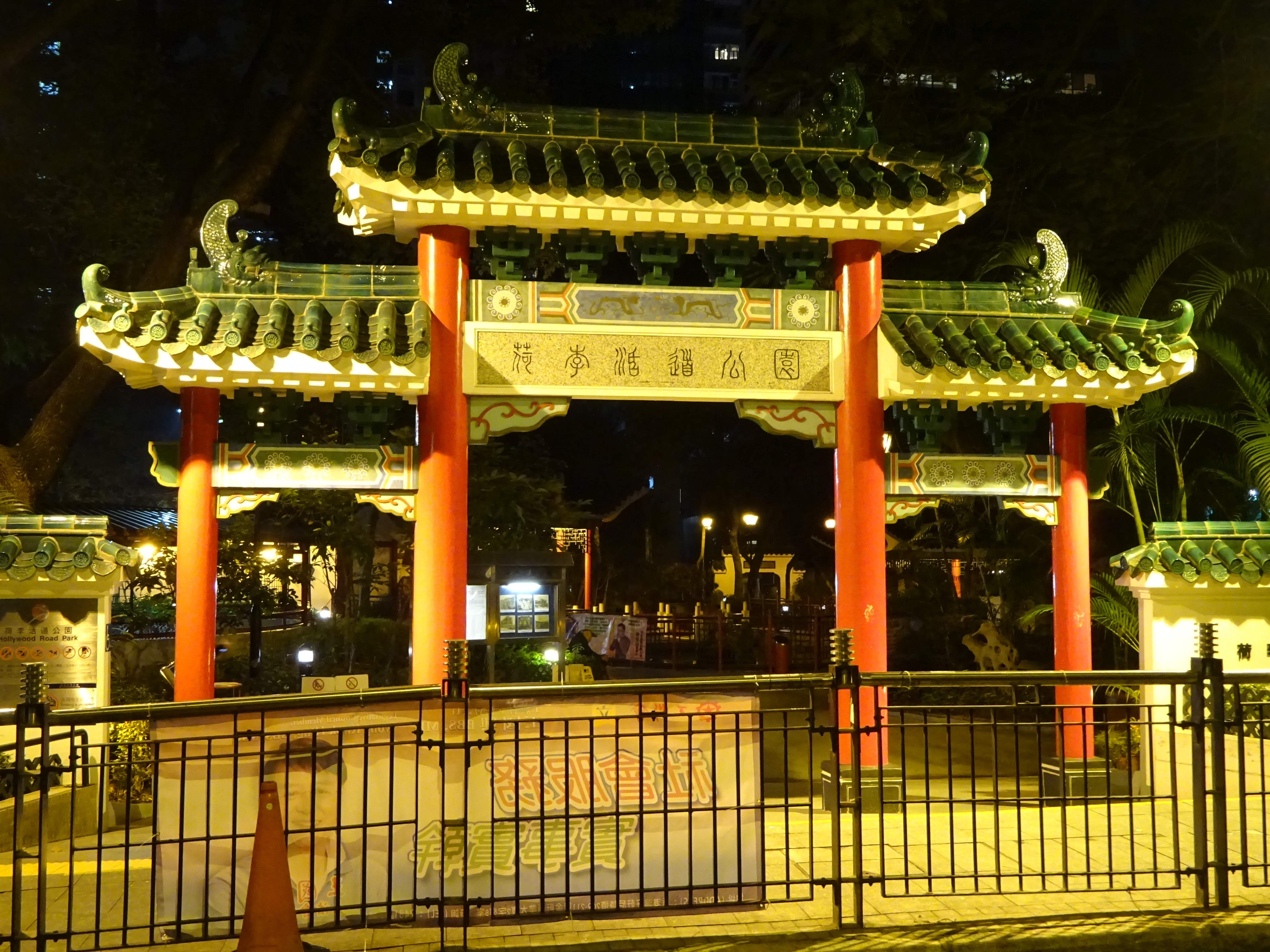
荷李活道公園
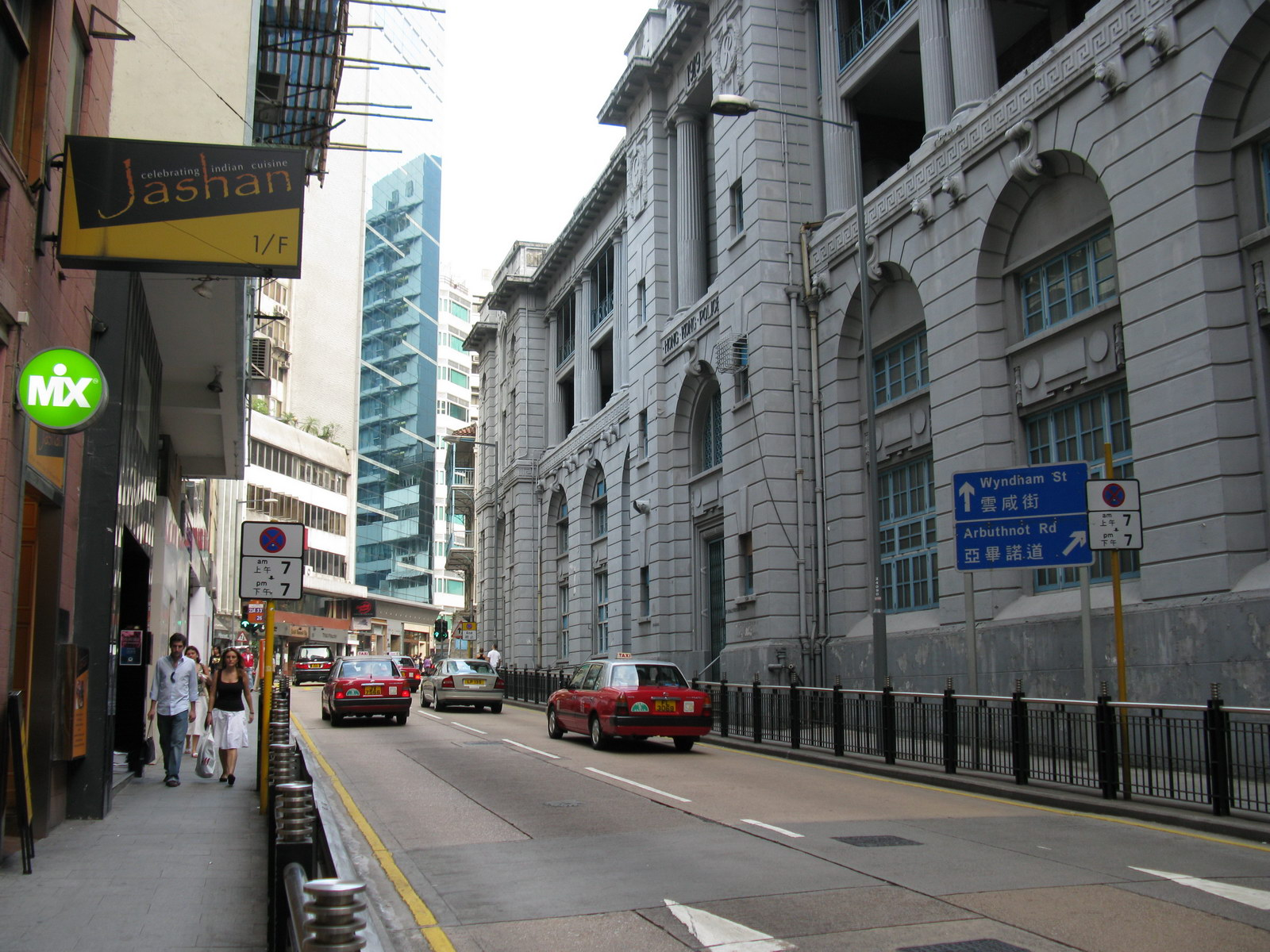
荷李活道近舊中區警署
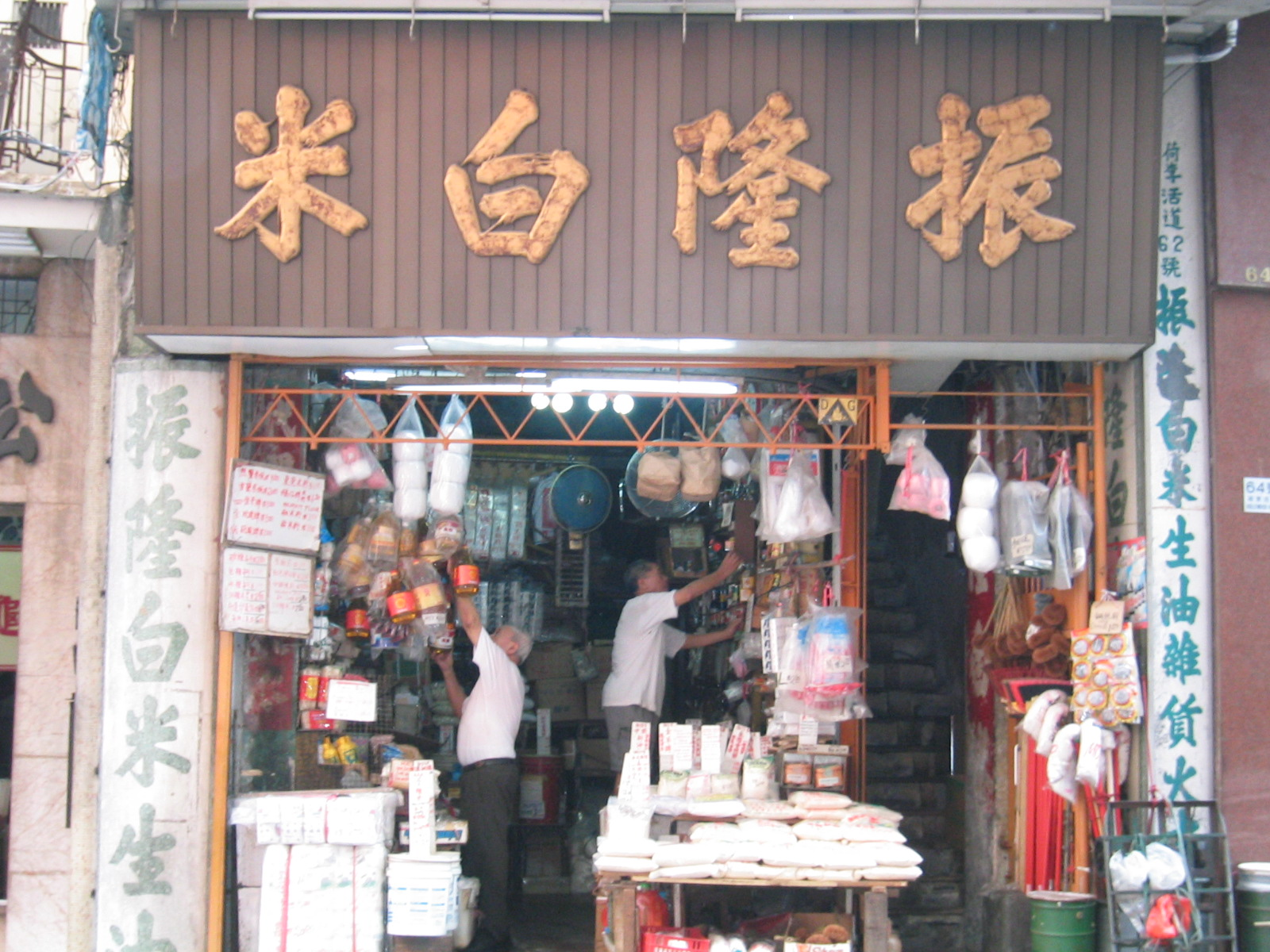
荷李活道62號舊型中式米店（已結業）
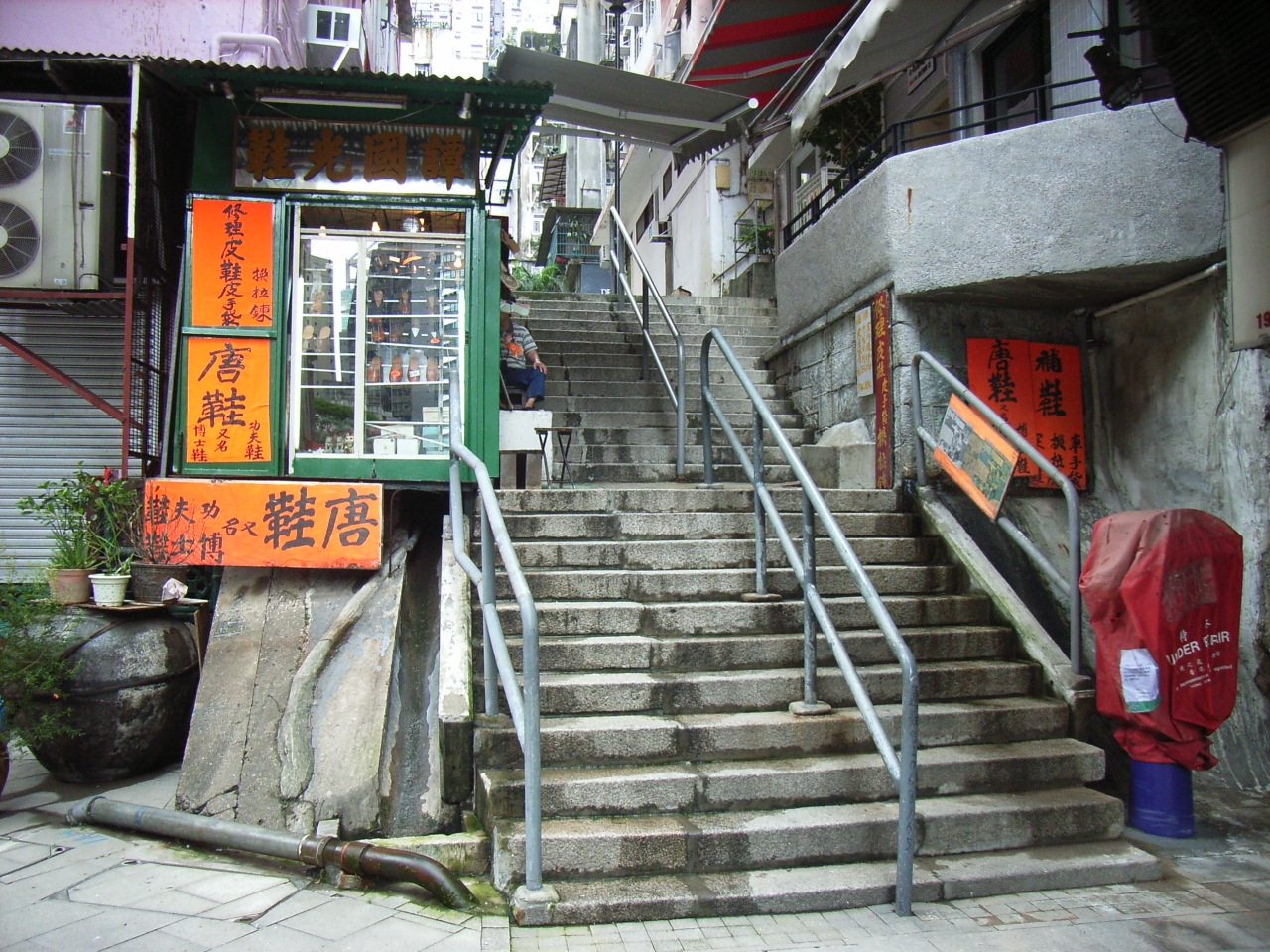
荷李活道近水坑口街的著名路邊鞋店
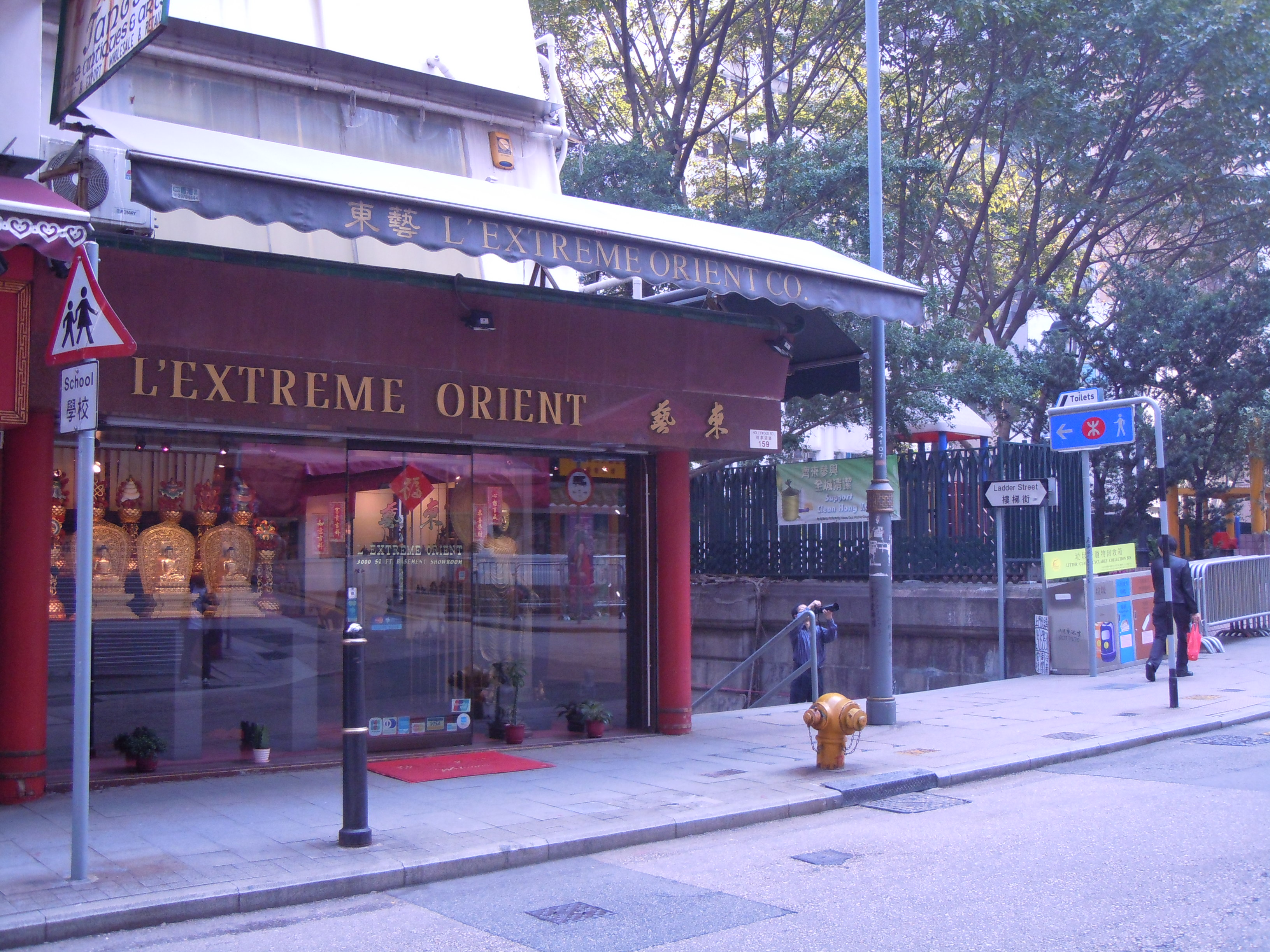
荷李活道近樓梯街的東方藝術品展廳
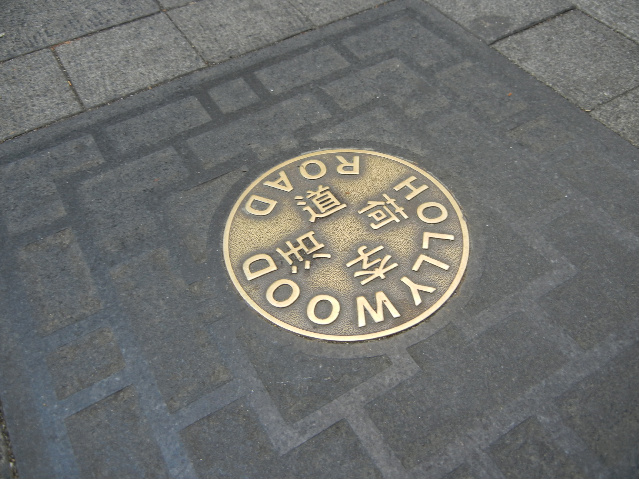
部份荷李活道地下有銅牌示顯街道名稱
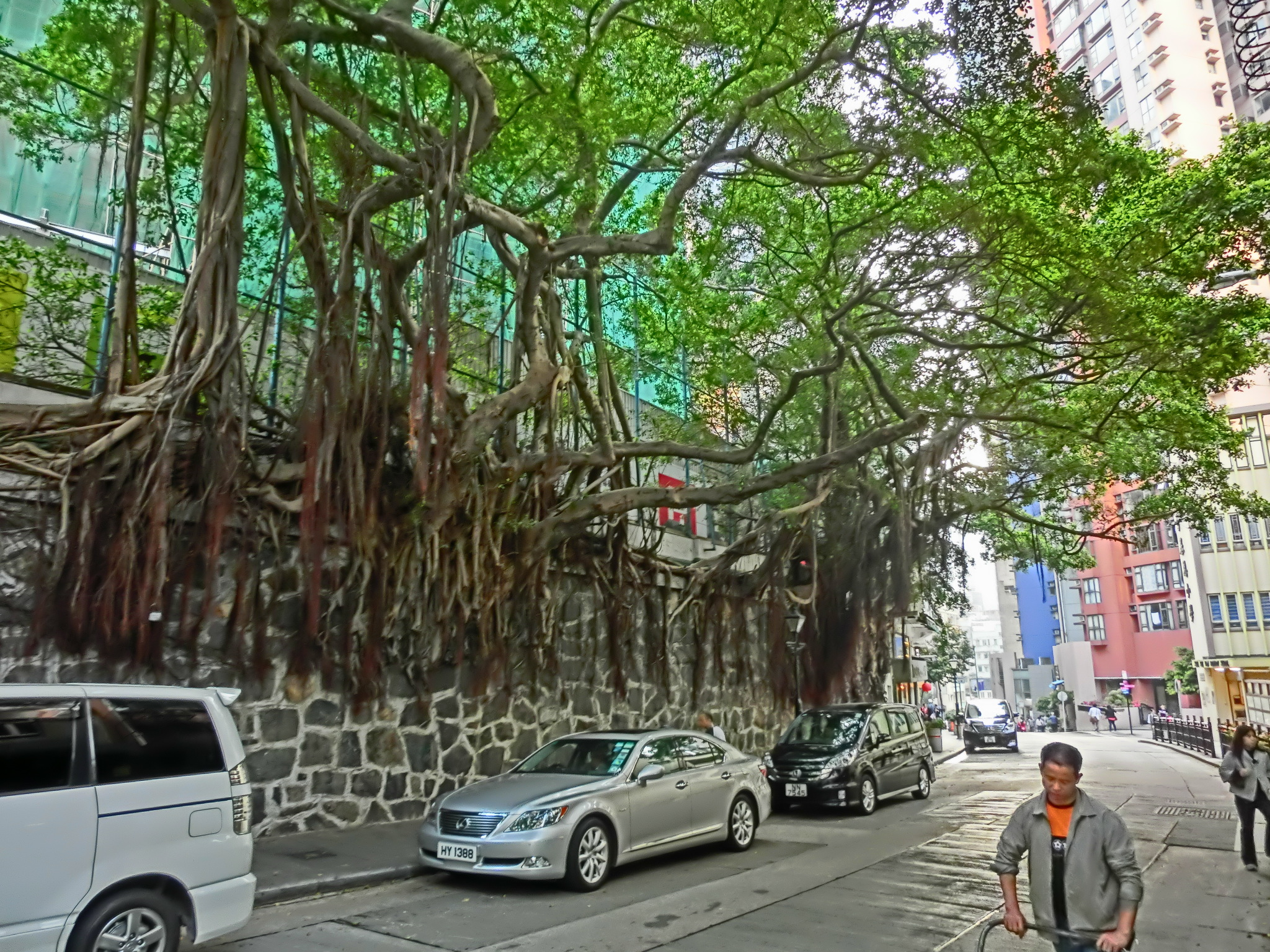
近舊已婚警察宿舍一段的榕樹牆

## 地標
| - 雲咸街與亞畢諾道交界 - 舊中區警署及域多利監獄（大館） - 中環至半山自動扶梯系統 - 些利街 - 擺花街 - 元創方 - 荷李活華庭 - 聚賢居 - 文武廟 - 四方街 | - 摩羅街 - 樂古道 - 荷李活商業中心 (上環) - 水坑口街 - 中環麗柏酒店 - 普仁街 - 荷李活道公園 - 高陞大樓 - 石牆樹 |

## 容易混淆之街道
- 活道 - 在灣仔地帶
- 樂活道 - 在跑馬地地帶

## 外部連結
维基共享资源上的相關多媒體資源：荷李活道
22°17′3.5016″N 114°9′1.1736″E / 22.284306000°N 114.150326000°E